# Gerald Strickland

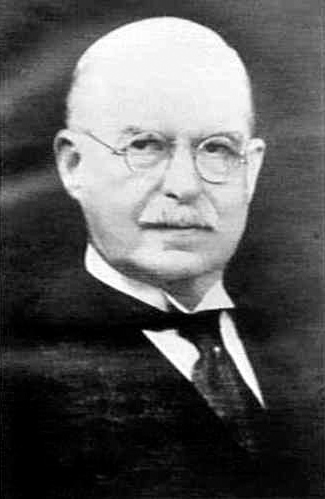
Gerald Strickland.

Gerald Strickland (24 de mayo de 1861-22 de agosto de 1940) fue un político de Antigua y Barbuda. 

## Biografía
Hijo de un oficial naval, Walter Strickland y Louisa Bonnici Mompalao, la sobrina de un noble maltés. En 1890 contrajo matrimonio con Edeline Sackville-Sackville-West, la hija del séptimo Earl De La Warr. Strickland comenzó a tomar una parte activa en política maltesa en una edad temprana y en diciembre de 1887, acompañó al Dr. Fortunato Mizzi (fundador del Partido Nacionalista Maltés) a Londres para someter un esquema para una asamblea legislativa. El resultado fue la nueva constitución de diciembre de 1887, basada en gran parte en las ofertas comunes de Strickland-Mizzi. En el año siguiente, Strickland fue designado en la principal secretaría del gobierno, cargo que sostuvo hasta 1902, cuando lo nominaron Gobernador de las Islas de Sotavento y Antigua y Barbuda por S.M. Eduardo VII. Se desempeñó en el Caribe hasta 1904, cuando es designado Gobernador de Tasmania (1904-1909). Posteriormente, fue nominado Gobernador de Australia Occidental (1909-1913) y Gobernador de Nuevo Gales del Sur (1913-1917). 
En 1917, Strickland regresó a Malta y formó el Partido Anglo-Maltés en 1921, que pronto se uniría al Partido Constitucional Maltés para convertirse en el Partido Constitucional (Malta) bajo su dirección. Como tal, Strickland era el líder de la oposición entre 1921 y 1927. En 1924, ganó el asiento de Lancaster para los conservadores en la Cámara de los Comunes de Reino Unido. Salió de la Cámara de los Comunes en 1928. Después de las elecciones de 1927, con una mayoría en la asamblea legislativa, se convirtió en el cuarto primer ministro de Malta, desempeñándose hasta 1930. Entre julio de 1932 y noviembre de 1933, Strickland fue otra vez el líder de la oposición.
| Predecesor: Sir Henry Moore Jackson | Gobernador de Antigua y Barbuda 1902 - 1904    | Sucesor: Sir Clement Courtenay Knollys |
| Predecesor: Sir Arthur Havelock     | Gobernador de Tasmania 1904 - 1909             | Sucesor: Sir Harry Barron              |
| Predecesor: Sir Frederick Bedford   | Gobernador de Australia Occidental 1909 - 1913 | Sucesor: Sir Harry Barron              |
| Predecesor: Lord Chelmsford         | Gobernador de Nueva Gales del Sur 1913 - 1917  | Sucesor: Sir Walter Davidson           |
| Predecesor: Ugo Pasquale Mifsud     | Jefe del Ministerio de Malta 1927 - 1930       | Sucesor: Ugo Pasquale Mifsud           |

- Datos: Q333979
- Multimedia: Gerald Strickland, 1st Baron Strickland / Q333979